# Tyran' Pace
Tyran' Pace foi uma banda alemã de heavy metal formada em 1983 pelo vocalista Ralf Scheepers, voz da primeira formação da banda Gamma Ray. Após sua passagem pelo Gamma Ray, Ralf formaria junto com Mat Sinner (baixista, vocalista e produtor) o Primal Fear.

## Discografia

### Estúdio
- 1984 - Eye to Eye
- 1985 - Long Live Metal
- 1986 - Watching You
- 1998 - Take a Seat in the High Row

### Ao vivo
- 1984 - Rock-Fabrik Festival '84